# Paectes songoensis
Paectes songoensis is een vlinder uit de familie van de Euteliidae. De wetenschappelijke naam van de soort is voor het eerst geldig gepubliceerd in 1916 door Zerny.